# 椎名すみや
椎名 すみや（しいな すみや）は、日本の俳優・ボディビルダー。ジャスティスプロジェクト所属。
主な代表作に『温泉シャーク』（マッチョ）がある。

## 来歴
初代　自衛隊プレミアムボディ総合優勝。

## 人物
元海上自衛官。

## 出演

### 映画
- 温泉シャーク（2024年） - マッチョ 役
- 温泉シャーク2九州大決戦（仮称）（2026年公開予定） - マッチョ 役[2]

### テレビドラマ
- ミストレス〜女たちの秘密〜（2019年、NHK）

### テレビCM
- PayPay
- モンスト&ヒロアカ